# Hylaeus accipitris
Hylaeus accipitris är en biart som först beskrevs av Cockerell 1914.  Hylaeus accipitris ingår i släktet citronbin, och familjen korttungebin. Inga underarter finns listade i Catalogue of Life.